# Rehoboth
Rehoboth er en by i den centrale del af Namibia, med et indbyggertal (pr. 2005) på cirka 21.000. Byen blev grundlagt i 1871 og ligger i regionen Hardap. 
23°19′S 17°05′Ø / 23.317°S 17.083°Ø